# 亞歷山德里夫卡 (沃茲涅先斯克區)

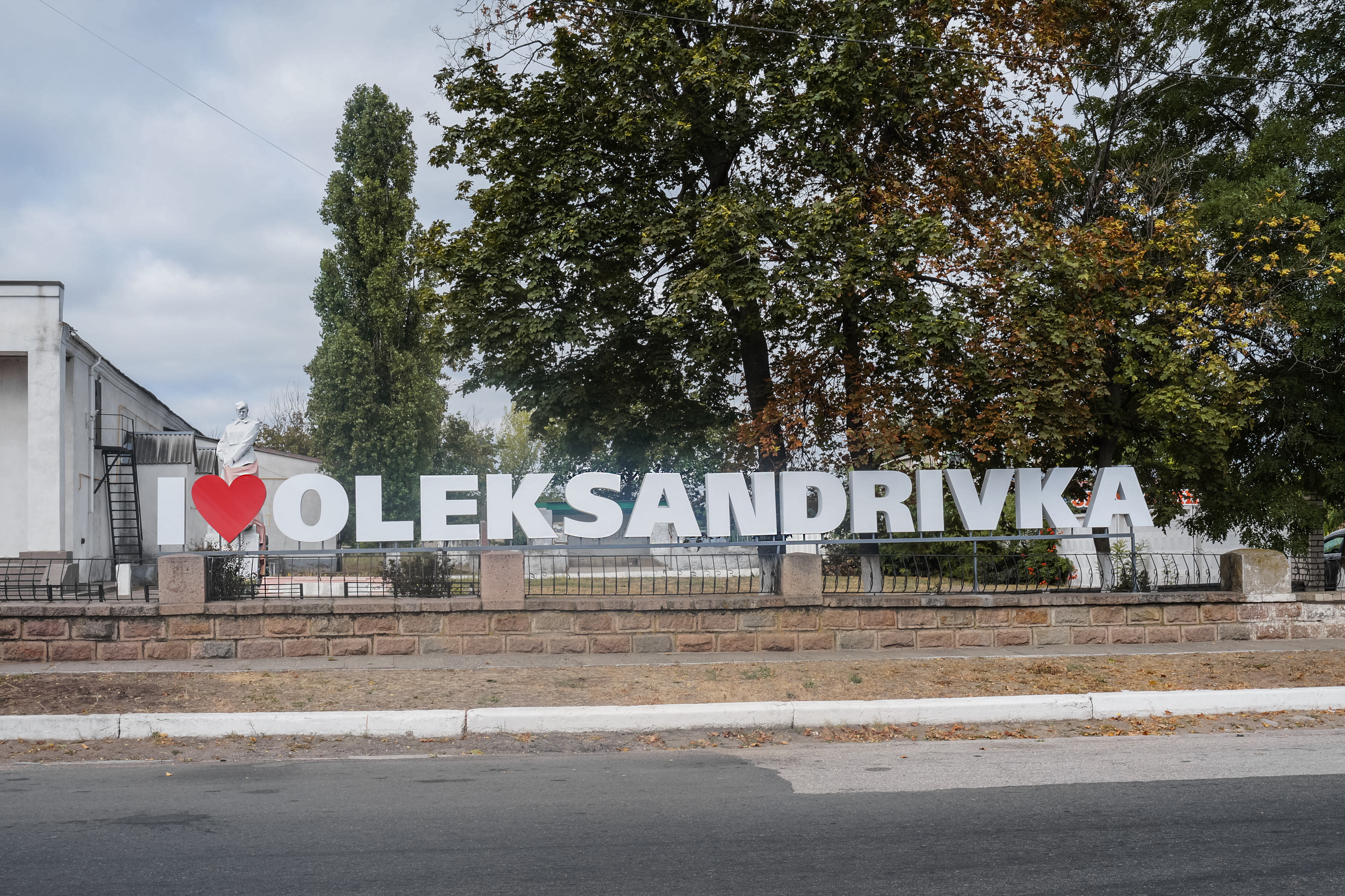
无名英雄墓

亚历山德里夫卡（烏克蘭語：Олександрівка，羅馬化：Oleksandrivka，發音：[ɔleksɐndʲrʲiu̯kɐ]）是烏克蘭南部尼古拉耶夫州沃茲涅先斯克區亚历山德里夫卡市镇的鎮及其行政中心。始建於1774年，面積0.5平方公里，2011年人口5,465，人口密度每平方公里10,930人。